# Kolumna Fokasa
Kolumna Fokasa – pomnik wystawiony w Rzymie ku czci bizantyjskiego cesarza Fokasa 1 sierpnia 608 r. 
Była ostatnią budowlą dodaną na Forum Romanum. Usytuowana naprzeciw Rostry, jest kolumną w stylu korynckim o wysokości 13,6 m na sześciennej podstawie z marmuru, prawdopodobnie pochodzącej z II wieku. Ceglaną podstawę (widoczną na zdjęciu po prawej) odsłonięto podczas prac archeologicznych w XIX wieku. Na szczycie przez krótki czas stał posąg Fokasa, umieszczony tam przez Smaragdusa, egzarchę Rawenny. W październiku 610 cesarza zgładzono, a jego podobizny skazano na zniszczenie.
Nieznana jest przyczyna podobnego uhonorowania bizantyjskiego cesarza, choć wiadomo, że przekazał on w darze Panteon papieżowi Bonifacemu IV, który dedykował go świętym męczennikom. 
Sama kolumna wcześniej służyła jako postument pod posąg cesarza Dioklecjana. Poświęconą mu inskrypcję usunięto i zastąpiono nową, ku czci bizantyjskiego cesarza. Zachowała się ona do dzisiaj. Wskutek nieustannego podnoszenia się poziomu gruntu od początków VII w., napis ten znalazł się poniżej poziomu ziemi; odsłonięto go w 1813.
Kolumna stoi w odosobnieniu pomiędzy ruinami, stanowiąc charakterystyczny punkt na Forum Romanum. Często pojawia się na obrazach i grafikach jako element rzymskiego pejzażu.
Łaciński tekst inskrypcji:
Optimo clementiss[imo piissi]moque principi domino n[ostro]F[ocae imperat]ori perpetuo a d[e]o coronato, [t]riumphatori semper Augusto Smaragdus ex praepos[ito] sacri palatii ac patricius et exarchus Italiae devotus eius clementiae pro innumerabilibus pietatis eius beneficiis et pro quiete procurata Ital[iae] ac conservata libertate hanc sta(tuam maiesta)tis eius auri splend(ore ulge)ntem huic sublimi colu(m)na(e ad) perennem ipsius gloriam imposuit ac dedicavit die prima mensis Augusti, indict[ione] und[icesima]p[ost] c[onsulatum] pietatis eius anno quinto
Tłumaczenie inskrypcji:
Najlepszemu, Najłagodniejszemu, Najpobożniejszemu Władcy, Panu Naszemu Fokasowi, Wiecznemu Imperatorowi, ukoronowanemu przez Boga, Triumfatorowi, zawsze Augustowi, Smaragdus, były przełożony Świętego Pałacu, patrycjusz i egzarcha Italii, całkowicie oddany Jego Łaskawości dla niezliczonych przejawów Jego pobożności, wyświadczone dobro, z wdzięczności za zapewnienie pokoju Italii i zachowanie wolności, ten posąg Jego Majestatu, błyszczący blaskiem złota, ustawił na wysokiej kolumnie dla Jego wiecznej chwały i poświęcił w dniu 1 sierpnia roku 608